# Ole Rasmussen (labdarúgó, 1952)
Ole Bo Rasmussen (Amager, 1952. március 19. –) dán válogatott labdarúgó.

## Pályafutása

### Klubcsapatban
Amagerben született. Pályafutását a Næstved IF csapatában kezdte 1971-ben. Négy szezon után távozott a német Hertha BSC együtteséhez, melynek színeiben 1976 januárjában játszott először. Két alkalommal jutottak be a német kupa döntőjébe és harmadik helyen végeztek 1977-78-as idényben. Az 1980-as szezon végén a Hertha kiesett a másodosztályba, majd ezt követően távozott és hazatért az Odense csapatához. Egy évvel később, 1981 telén visszatért a Herthához. Az 1981–82-es szezon végén hozzásegítette klubját a feljutáshoz. 1983-ban újból kiestek, de Rasmussen eltöltött még egy évet a másodosztályban is. 1984-ben visszatért a Næstved csapatához, ahonnan a pályafutása elindult. 1986-ban vonult vissza.

### A válogatottban
A dán U21-es válogatottban 1972 és 1975 között 11 mérkőzésen egyszer volt eredményes.
1975 és 1984 között 41 alkalommal szerepelt a dán válogatottban és 1 gólt szerzett. Részt vett az 1984-es Európa-bajnokságon, ahol két mérkőzésen kapott játéklehetőséget.

## Külső hivatkozások
- Ole Rasmussen adatlapja a National-Football-Teams.com oldalon (angolul)

- Ole Rasmussen (dán nyelven). dbu.dk, DBU
- Ole Rasmussen (angol nyelven). FootballDatabase.eu
- Ole Rasmussen (angol nyelven). eu-football.info[halott link]